# Hans-Eric Öberg
Hans-Eric Öberg, född 28 juni 1926 i Sundsvall, död 8 november 2015 i Söråker, var en svensk målare.
Han var son till fabriksarbetaren Felix Öberg och Göta Astrid Linnéa Ödmark. Öberg studerade vid Iván Grünewalds målarskola i Stockholm 1954–1955 och under studieresor till bland annat Florens, Rom, Neapel, Barcelona och Valencia. Tillsammans med Sune Blomquist, Curt Agge och Johan Lundgren ställde han ut i Njurunda och separat ställde han ut ett flertal gånger i Sundsvall. Han tilldelades Sundsvalls kommuns kulturstipendium 1966. Bland hans offentliga arbeten märks en målad trärelief i Matfors badhus och en akrylmålning på Länssjukhuset Sundsvall-Härnösand, Hans konst består av stadsbilder från gamla Sundsvall, interiörbilder och stilleben utförda i olja eller akvarell.